# Асана

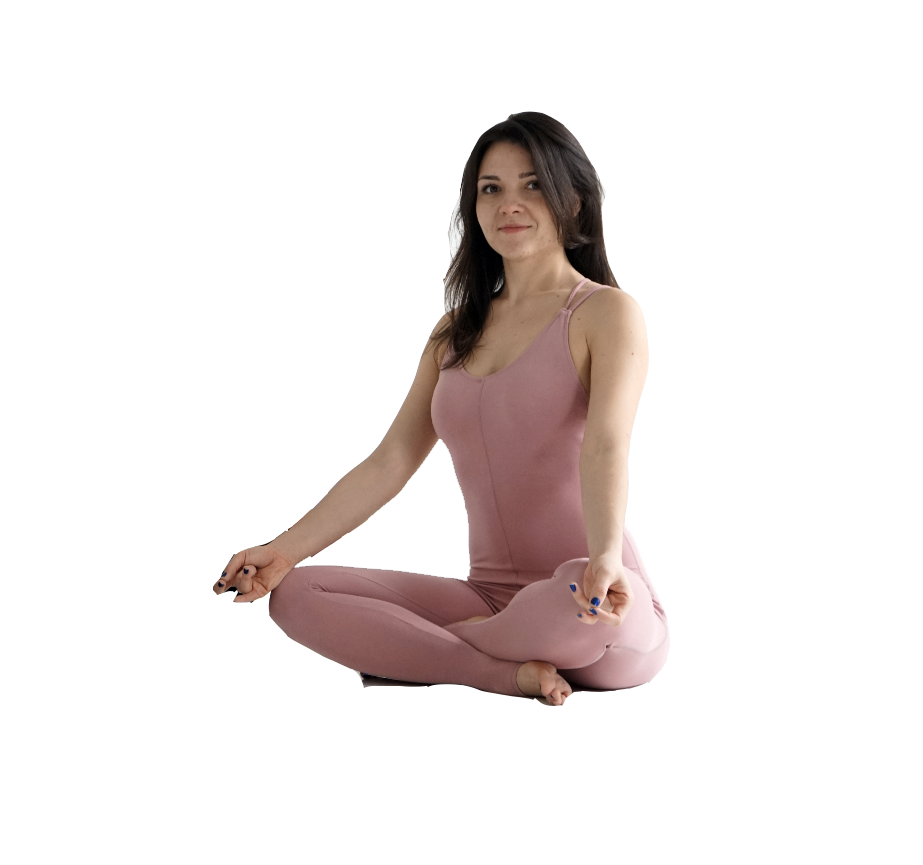
Сукхасана (सुखासन, sukhāsana) одна з вісімки асан, що були описані у коментарі до «Йога сутри» Патанджалі

Аса́на (санскрит: आसन, āsana IAST, aasana сидяча поза, місце для сидіння) — згідно з «Йога-сутрою Патанджалі»: «це зручне та стійке положення тіла». Горакшанатх дає наступне  визначення: це перебування в своїй істинній формі (сварупі).
Деякі пози йоги вимагають, для свого виконання, чималої спритності, сили, гнучкості. Для початківців вони не завжди можуть бути «зручними і приємними», переходити до складних асан необхідно лише після освоєння простих. При тривалому перебуванні в комфорті у простих асанах, освоювати складні асани стає набагато простіше. Так, в «Хатха Йога прадипіці» наводиться перелік з 11 асан для зміцнення тіла, і 4 медитативних асан.
Така обмежена кількість вправ була не наслідком нерозвиненості системи, а чітким розумінням: йога — це не техніка для гіпертрофованого розвитку фізичного тіла, асани не самоціль, а лише проміжний інструмент, що пропонує йогу, як крок у духовному розвитку людини. Для нормальної практики йоги, що спрямована як на підтримку фізичного здоров'я, так і на внутрішню роботу, може бути досить десятка асан, хоча сам перелік таких асан буде різним для різних людей і буде залежати від їхніх фізичних та психологічних особливостей.
Положення тіла, поза, що зазвичай асоціюється з йогою, покликане відновлювати та підтримувати самопочуття та здоров'я, гнучкість тіла та життєву енергію, забезпечити здатність перебувати протягом тривалого часу в сидячому положенні під час медитації.
У Йога-сутрах Патанджалі асана перерахована як одна з частин йоги:
|  | 2-29. Яма, ніяма, асана, пранаяма, пратьяхара, дхарана, дх'яна та самадхі – вісім засібов йоги. |

Йога-Сутри Патанджалі, переклад з санскриту та коментарі Б. Загуменнова 
У санскритських текстах слово асана часто вживається в значенні місця для сідіння, але в словники інших мов воно увійшло тісно асоційоване з йогою.
У той час як Патанджалі описує асану лише як зручну для медитації позу, система хатха-йоги в трактаті 15 ст. «Хатха-йога-прадипіка», нараховує 11 поз різної складності.
У сучасному світі асани популярні як форма фізичних вправ та альтернативної медицини.

## Походження терміна
Етимологічно, термін «асана» asanam походить від кореня ās «сидіти», додаванням суфікса ana, що створює ім'я дії. Буквально значення слова «процес сидіння» або «місце для сидіння».
Значення слова як «вправи йоги» походить з коментарів до перших філософських текстів йоги.

Перший коментатор Йога-сутри, В'яса дав перерахування асан:
|                                                       | ॥2.46॥ tadyathā padmāsanaṃ vīrāsanaṃ bhadrāsanaṃ svastikaṃ daṇḍāsanaṃ sopāśrayaṃ paryaṅkaṃ krauñcaniṣadanaṃ hastiniṣadanam uṣṭraniṣadanaṃ samasaṃsthānaṃ sthirasukhaṃ yathāsukhaṃ cetyevamādīni. Итак, те: падмасана (поза лотоса), вирасана (поза героя), бхадрасана (поза счастья), свастика (поза счастья), дандасана (поза палки), сопашрая (имеющая поддержку), парьянка (поза на корточках), краунчанишадана (поза цапли), хастинишадана (поза слона), уштранишадана (поза верблюда), самасанстхана (собранное положение)... |
| — http://www.yoga-sutra.org/2018/01/blog-post_27.html | |

Тобто, в одній із перших згадок  всього 15 позицій.

## Визначення
Асана — вправа, в якій управління енергією  і фізіологічними процесами в організмі здійснюється за рахунок перерозподілу натяжінь, стиснень і напружень у тілі. Асана може бути обумовлена входом і виходом, і вимагає обов'язкового статичного перебування деякий час у позі.
Деякі вправи складно класифікувати як асани, наприклад йога-мудразовні схожа на асану. Для точного розуміння потрібно орієнтуватись на сам механізм роботи асани, а не лише на зовнішній вигляд.

## Механізми впливу асан на організм
1. Механічний
2. Гуморальний
3. Психосоматичний
4. Рефлекторний
5. Стресовий
6. Гормональний
7. Енергетичний[5]

## Типи асан
- на розтягування
- на скручування
- силові
- перевернуті
- на складання
- на рівновагу[5]

## Поради та застереження
Виконання асан можна завершувати шавасаною — позою мерця, не засинаючи.
Асани вимагають напруження. Після них не повинно залишатися болючих наслідків. Якщо залишається біль — асани виконуються неправильно.
Асани допомагають при деяких хворобах, але людям із хворобами краще всього проконсультуватися у йогатерапевта, інструктора йоги, або лікаря. Практикування деяких асан (прасу йога) допомагає при пологах, але після пологів їх краще не виконувати впродовж місяця, а перед пологами обмежитися тільки рекомендованими позами.